# Oxyrrhepes flavovittatus
Oxyrrhepes flavovittatus är en insektsart som beskrevs av Sjöstedt 1912. Oxyrrhepes flavovittatus ingår i släktet Oxyrrhepes och familjen gräshoppor. Inga underarter finns listade i Catalogue of Life.